# Лудламіт
Лудламіт — рідкісний фосфатний мінерал з хімічною формулою (Fe,Mn,Mg)3(PO4)2·4H2O. Вперше його було описано в 1877 році за зразком з копальні Wheal Jane у Корнуоллі, Англія, і названо на честь англійського мінералога Генрі Лудлама (1824—1880).

## Прояви
Мінерал зустрічається в гранітних пегматитах і як продукт гідротермальних змін попередніх фосфатовмісних мінералів у відновному середовищі. Прояви лудламіту асоціюються з вітлокітом, вівіанітом, триплоїдитом, триплітом, трифілітом, сидеритом, фосфоферитом, ферфільдитом і апатитом.